# James Hanley
James Hanley, född 3 september 1901 i Dublin, död 11 november 1985 i London, var en brittisk författare.
James Hanley växte upp i en fattig proletärmiljö i Dublin och gick tidigt till sjöss. Sina motiv hämtade han ofta från havet, där det skildras som en farlig och okontrollerbar kraft. Han blandar i sina skrifter realism med poetiska skildringar. Hanley har utgett en lång rad romaner och novellböcker, bland annat Drift (1930), The last voyage (1931), Boy (1931), Captain Bottell (1933), The Furys (1934), Stoker Bush (1935, svensk översättning 1937), Broken water (1937), en självbiografi, Hollow sea (1938), The ocean (1941, svensk översättning 1942), en intensiv skildring av några skeppsbrutnas fasansfulla färd i en livbåt, No directions (1943), Sailor's song (1943) och What Farrar saw (1945). Soldier's wind (1938) och Between the tides (1939) innehåller essäer, Grey children (1937) är en sociologisk studie.